# 1891 en el cinema
Aquest article és una llista d'esdeveniments sobre el cinema que es van produir durant el 1891.

## Esdeveniments
- William K. L. Dickson, un ajudant de Thomas Edison, supervisa la construcció del primer estudi de cinema, el Black Maria, a West Orange, Nova Jersey, que produeix moltes de les pel·lícules curtes dels primers quinetoscopis de la dècada de 1890, vistos més tard en centres d'oci a l'any següent de la finalització de l'estudi.
- Març – William K. L. Dickson desenvolupa amb èxit un prototip funcional del quinetoscopi que es mou horitzontalment.
- 20 de maig – Primera exhibició pública del prototip de quinetoscopi horitzontal de Thomas Edison: Dickson Greeting es mostra al laboratori d'Edison per a una convenció de la National Federation of Women's Clubs a West Orange, Nova Jersey.
- 24 d'agost – Thomas Edison expedienta una patent per la càmera d'imatge en moviment (que rep el 1897).[1]

## Pel·lícules
- Dickson Greeting, protagonitzada i dirigida per William K. L. Dickson.
- Duncan and Another, Blacksmith Shop, dirigit per William K. L. Dickson i William Heise i protagonitzat per James C. Duncan.
- Duncan Smoking, dirigit per William K. L. Dickson i William Heise i protagonitzat per James C. Duncan.
- Duncan or Devonald with Muslin Cloud, dirigit per William K. L. Dickson i William Heise i protagonitzat per Fred C. Devonald i James C. Duncan.
- Men Boxing, dirigit per William K. L. Dickson i William Heise.
- Monkey and Another, Boxing, dirigit per William K. L. Dickson i William Heise.
- Newark Athlete, dirigit per William K. L. Dickson.
- Je vous aime, protagonitzada i dirigida per Georges Demenÿ.
- La vague, dirigit per Étienne-Jules Marey.
- Two Fencers, dirigit per Étienne-Jules Marey.

## Naixements

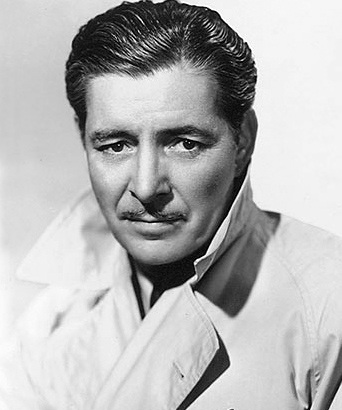
Ronald Colman

- Ronald Colman15 de gener – Arne Weel (mort el 1975)
- 7 de febrer – Ann Little, actriu estatunidenca (morta el 1984)
- 9 de febrer – Ronald Colman, Actor anglès (mort el 1958)
- 6 de març
  - Victor Kilian, actor estatunidenc (mort el 1979)
  - Lidia Quaranta, Actriu italiana (morta el 1928)
- 8 de març – Sam Jaffe, actor estatunidenc (mort el 1984)
- 11 de març – Gertrud Wolle, Actriu alemanya (morta el 1952)
- 31 de març – Victor Varconi, actor estatunidenc nascut a Hongria (mort el 1976)
- 2 d'abril – Jack Buchanan, Director, escriptor i actor escocès (mort el 1957)
- 2 d'abril – Gerda Holmes, actriu estatunidenca (morta el 1943)
- 10 d'abril – Tim McCoy, soldat i actor de cowboys estatunidenc (mort el 1978)
- 15 d'abril – Wallace Reid, actor estatunidenc (mort el 1923)
- 23 d'abril – Sergei Prokofiev, Compositor rus (mort el 1953)
- 13 de maig – Fritz Rasp, Actor alemany (mort el 1976)
- 18 de juny – Mae Busch, actriu estatunidenca (morta el 1946)
- 24 de juny – Philippe Richard, Actor francès (mort el 1973)
- 18 de juliol – Gene Lockhart, Actor canadenc (mort el 1957)
- 23 de juliol – Harry Cohn, co-fundador estatunidenc de CBS Sales Association (Columbia Pictures) (mort el 1958)
- 28 de juliol – Joe E. Brown, actor i còmic estatunidenc (mort el 1973)
- 4 d'agost – Margit Makay, Actriu hongaresa (morta el 1989)
- 13 d'octubre – Irene Rich, actriu estatunidenca (morta el 1988)
- 10 de novembre– Philip Sainton, Compositor franco-britànic (mort el 1967)
- 18 de novembre – Vasil Gendov, Actor, director i guionista búlgar (mort el 1970)